# Pienso en ti (álbum)
Pienso en ti es el primer álbum de estudio de Ramón García y Ana Obregón.

## Lista de canciones
| N.º | Título                     | Duración |  |
| 1.  | «Morena»                   | 3:30     |  |
| 2.  | «Pienso en ti»             | 3:06     |  |
| 3.  | «Soy un soñador»           | 3:30     |  |
| 4.  | «¿Qué apostamos?» (Cover:) | 2:45     |  |
| 5.  | «Medley Fiesta»            | 5:33     |  |
| 6.  | «Morena Remix»             | 2:29     |  |
| 7.  | «¿Qué apostamos? Remix»    | 3:33     |  |
| 8.  | «Una larga historia Remix» | 6:33     |  |

## Intérpretes
- Ramón García: Voz
- Ana Obregón: Voz
- Danilo Vaona:  Música
- Mefistófeles: Productor General

- Datos: Q6075412